# A. Ian Scott
Alastair Ian Scott (* 10. April 1928 in Glasgow; † 18. April 2007) war ein schottischstämmiger US-amerikanischer Chemiker (Organische Chemie).

## Leben
Scott studierte an der University of Glasgow mit dem Bachelorabschluss 1949 und der Promotion in Chemie (Ph.D.) 1952 bei R. A. Raphael. 1963 erwarb er einen weiteren Doktorgrad (D. Sc.) und 1968 einen Masterabschluss an der Yale University. 1952/53 war er als Postdoktorand an der Ohio State University bei M. S. Newman und 1954 bis 1956 am Birkbeck College der University of London bei Derek H. R. Barton. Ab 1956 war er an der Universität Glasgow, wo er  1957 Lecturer wurde. Er entwickelte dort der Natur nachempfundene (biomimetische) Synthesen von Griseofulvin und Tetracyclin. 1962 wurde er Professor an der University of British Columbia und 1965 an der University of Sussex. Ab 1968 war er Professor an der Yale University, 1977 bis 1980 an der Texas A&M University, 1980 bis 1982 Professor für organische Chemie an der Universität Edinburgh und ab 1982 wieder Professor an der Texas AM University. Dort war er ab 1982 Davidson Professor of Science und ab 2002 auf dem Robert Welch Chair in Chemie. Er war Direktor des Texas A&M Center for Biological NMR.
Er forschte an der Schnittstelle von organischer Chemie, NMR-Spektroskopie und gentechnischen Methoden (Verwendung von so hergestellten Enzymen) in der Untersuchung und Entwicklung von Synthesen von Naturstoffen (Alkaloide, Antibiotika, Vitamine, Taxol, Chlorophyll). Insbesondere konnte er aufklären, wie Bakterien Vitamin B 12 synthetisieren und danach selbst eine Synthese entwickeln. 2000 erhielt er den Welch Award in Chemistry. In der Laudatio für den Welch-Preis werden seine außergewöhnlichen Beiträge zur organischen Chemie und Biochemie hervorgehoben, insbesondere seine elegante Verwendung jeder Art von verfügbaren physikalischen und biologischen Techniken um komplexe Strukturprobleme in der Chemie von Naturstoffen und in der Biosynthese zum Beispiel von Vitamin B 12 zu lösen.
Er war Ehrendoktor der Universität von Coimbra und der Universität Paris VI. 1994 erhielt er den Arthur C. Cope Scholar Award der ACS und 1975 deren Ernest Guenther Award, 1964 die Corday-Morgan-Medaille der Royal Society of Chemistry, 2001 erhielt er die Davy-Medaille und die Queen’s Royal Medal der Royal Society of Edinburgh. 2002 war er Texas Scientist of the Year, 1996 Bakerian Lecturer der Royal Society und 1994 Centenary Lecturer der Royal Society of Chemistry. Er erhielt den Tetrahedron-Preis (1995) für organische Chemie und den Natural Products Chemistry Award der Royal Society of Chemistry. 2003 wurde er mit dem Nakanishi Preis ausgezeichnet.
Scott war US-amerikanischer Staatsbürger.
Er war Fellow der Royal Society und der Royal Society of Edinburgh, der American Association for the Advancement of Science und der Europäischen Akademie der Wissenschaften. Darüber hinaus war er Ehrenmitglied der japanischen pharmakologischen Gesellschaft.
Er war seit 1950 verheiratet und hatte einen Sohn und eine Tochter.

## Schriften
- Interpretation of the ultraviolet spectra of natural products, Oxford, Pergamon Press 1964
- mit T. K. Devon (Herausgeber) Handbook of naturally occuring compounds, Academic Press, ab 1972
- mit Pierre Potier (Herausgeber) The Bartonian Legacy, World Scientific 2000
- mit Thomas O. Baldwin, Frank Raushel (Herausgeber) Chemical aspects of enzyme biotechnology, New York, Plenum Press 1991 (IUCCP Symposium, Texas A&M University)